# Équipe de Tchécoslovaquie de football à la Coupe du monde 1958
L'équipe de Tchécoslovaquie de football participe à sa quatrième Coupe du monde lors de l'édition 1958 qui se tient en Suède du 8 juin 1958 au 29 juin 1958. Les Tchécoslovaques sont éliminés au premier tour, perdant le match d'appui décisif pour la deuxième place qualificative du groupe contre l'Irlande du Nord.

## Phase qualificative
La Tchécoslovaquie remporte le groupe 4 et se qualifie pour la phase finale de la Coupe du monde avec trois victoires en quatre matches.
| Rang | Équipe             | Pts | J | G | N | P | Bp | Bc | Diff |  | Résultats (▼ dom., ► ext.) |     |     |     |
| ---- | ------------------ | --- | - | - | - | - | -- | -- | ---- |  | -------------------------- | --- | --- | --- |
| 1    | Tchécoslovaquie    | 6   | 4 | 3 | 0 | 1 | 9  | 3  | +6   |  | Tchécoslovaquie            |     | 2-0 | 3-1 |
| 2    | Pays de Galles     | 4   | 4 | 2 | 0 | 2 | 6  | 5  | +1   |  | Pays de Galles             | 1-0 |     | 4-1 |
| 3    | Allemagne de l'Est | 2   | 4 | 1 | 0 | 3 | 5  | 12 | -7   |  | Allemagne de l'Est         | 1-4 | 2-1 |     |

| 1er mai 1957 | Pays de Galles | 1 - 0 | Tchécoslovaquie | Ninian Park, Cardiff                           |                                                |
|              | Vernon 75e     |       |                 | Spectateurs : 50 000 Arbitrage : M. Bronkhorst | Spectateurs : 50 000 Arbitrage : M. Bronkhorst |
|              | détails        |       |                 | Spectateurs : 50 000 Arbitrage : M. Bronkhorst | Spectateurs : 50 000 Arbitrage : M. Bronkhorst |

| 26 mai 1957 | Tchécoslovaquie              | 2 - 0 | Pays de Galles | Strahov, Prague                              |                                              |
|             | Daniel 21e (csc) · Kraus 65e |       |                | Spectateurs : 45 000 Arbitrage : M. Wyssling | Spectateurs : 45 000 Arbitrage : M. Wyssling |
|             | détails                      |       |                | Spectateurs : 45 000 Arbitrage : M. Wyssling | Spectateurs : 45 000 Arbitrage : M. Wyssling |

| 16 juin 1957 | Tchécoslovaquie                     | 3 - 1 | Allemagne de l'Est | Spartak Stadium, Brno                         |                                               |
|              | Kraus 60e · Bubník 81e · Molnar 89e |       | Wirth 18e          | Spectateurs : 50 000 Arbitrage : M. Jørgensen | Spectateurs : 50 000 Arbitrage : M. Jørgensen |
|              | détails                             |       |                    | Spectateurs : 50 000 Arbitrage : M. Jørgensen | Spectateurs : 50 000 Arbitrage : M. Jørgensen |

| 27 octobre 1957 | Allemagne de l'Est | 1 - 4 | Tchécoslovaquie                          | Zentralstadion, Leipzig                       |                                               |
|                 | Müller 35e         |       | Kraus 4e, 88e · Moravcik 23e · Novak 43e | Spectateurs : 110 000 Arbitrage : M. Schwinte | Spectateurs : 110 000 Arbitrage : M. Schwinte |
|                 | détails            |       |                                          | Spectateurs : 110 000 Arbitrage : M. Schwinte | Spectateurs : 110 000 Arbitrage : M. Schwinte |

## Phase finale

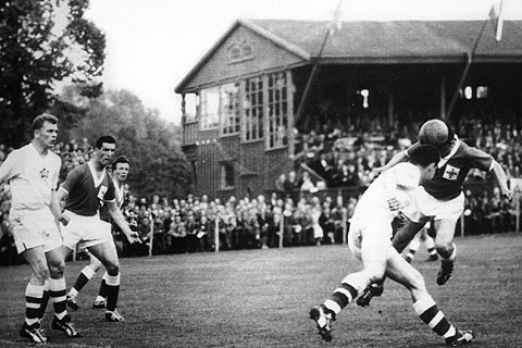
La Tchécoslovaquie commencesa Coupe du monde par une défaite contre l'Irlande du Nord.

Comme lors de la précédente édition, la Tchécoslovaquie est éliminée au premier tour de la compétition, malgré une victoire contre l'Argentine et un match nul contre l'Allemagne de l'Ouest. À l'issue de la dernière journée du groupe, la Tchécoslovaquie est à égalité de points avec l'Irlande du Nord qui l'avait battu en première journée. Le match d'appui va jusqu'en prolongation mais tourne une nouvelle fois à l'avantage des Nord-Irlandais.
| Classement final |                      |     |   |   |   |   |    |    |      |
|                  | Équipe               | Pts | J | G | N | P | BP | BC | Moy. |
| 1                | Allemagne de l'Ouest | 4   | 3 | 1 | 2 | 0 | 7  | 5  | 1.40 |
| 2                | Irlande du Nord      | 3   | 3 | 1 | 1 | 1 | 4  | 5  | 0.80 |
| 3                | Tchécoslovaquie      | 3   | 3 | 1 | 1 | 1 | 8  | 4  | 2.00 |
| 4                | Argentine            | 2   | 3 | 1 | 0 | 2 | 5  | 10 | 0.50 |

| 8 juin        | Irlande du Nord      | 1 | 0 | Tchécoslovaquie      |
| 8 juin        | Allemagne de l'Ouest | 3 | 1 | Argentine            |
| 11 juin       | Argentine            | 3 | 1 | Irlande du Nord      |
| 11 juin       | Tchécoslovaquie      | 2 | 2 | Allemagne de l'Ouest |
| 15 juin       | Irlande du Nord      | 2 | 2 | Allemagne de l'Ouest |
| 15 juin       | Tchécoslovaquie      | 6 | 1 | Argentine            |
| Match d'appui |                      |   |   |                      |
| 17 juin       | Irlande du Nord      | 2 | 1 | Tchécoslovaquie      |

| 8 juin 1958                       | Irlande du Nord | 1 - 0 | Tchécoslovaquie | Örjans Vall, Halmstad                              |                                                    |
| 19:00 · Historique des rencontres | Cush 16e        |       |                 | Spectateurs : 11 000 Arbitrage : Friedrich Seipelt | Spectateurs : 11 000 Arbitrage : Friedrich Seipelt |
| 19:00 · Historique des rencontres | (Rapport)       |       |                 | Spectateurs : 11 000 Arbitrage : Friedrich Seipelt | Spectateurs : 11 000 Arbitrage : Friedrich Seipelt |

| 11 juin 1958                      | Allemagne de l'Ouest   | 2 - 2 | Tchécoslovaquie               | Olympiastadion, Helsingborg                   |                                               |
| 19:00 · Historique des rencontres | Schäfer 59e · Rahn 70e |       | Dvořák 24e (pen.) · Zikán 43e | Spectateurs : 25 000 Arbitrage : Arthur Ellis | Spectateurs : 25 000 Arbitrage : Arthur Ellis |
| 19:00 · Historique des rencontres | (Rapport)              |       |                               | Spectateurs : 25 000 Arbitrage : Arthur Ellis | Spectateurs : 25 000 Arbitrage : Arthur Ellis |

| 15 juin 1958                      | Tchécoslovaquie                                              | 6 - 1 | Argentine           | Olympiastadion, Helsingborg                   |                                               |
| 19:00 · Historique des rencontres | Dvořák 8e · Zikán 17e, 40e · Feureisl 69e · Hovorka 82e, 89e |       | Corbatta 65e (pen.) | Spectateurs : 16 000 Arbitrage : Arthur Ellis | Spectateurs : 16 000 Arbitrage : Arthur Ellis |
| 19:00 · Historique des rencontres | (Rapport)                                                    |       |                     | Spectateurs : 16 000 Arbitrage : Arthur Ellis | Spectateurs : 16 000 Arbitrage : Arthur Ellis |

| 17 juin 1958 Match d'appui        | Irlande du Nord    | 2 - 1 a.p. | Tchécoslovaquie | Malmö Stadion, Malmö                           |                                                |
| 19:00 · Historique des rencontres | McParland 44e, 91e |            | Zikán 19e       | Spectateurs : 6 000 Arbitrage : Maurice Guigue | Spectateurs : 6 000 Arbitrage : Maurice Guigue |
| 19:00 · Historique des rencontres | (Rapport)          |            |                 | Spectateurs : 6 000 Arbitrage : Maurice Guigue | Spectateurs : 6 000 Arbitrage : Maurice Guigue |

## Effectif
Karel Kolský est le sélectionneur de la Tchécoslovaquie durant la Coupe du monde.
| No. | Pos.      | Joueur             | Date de naissance et âge | Sélec. | Club                   |
| --- | --------- | ------------------ | ------------------------ | ------ | ---------------------- |
| 1   | Gardien   | Imrich Stacho      | 4 novembre 1931          | 13     | FC Spartak Trnava      |
| 2   | Défenseur | Gustáv Mráz        | 11 septembre 1934        | 2      | CH Bratislava          |
| 3   | Milieu    | Jiří Čadek         | 7 décembre 1935          | 2      | Dukla Prague           |
| 4   | Défenseur | Ladislav Novák     | 5 décembre 1930          | 33     | Dukla Prague           |
| 5   | Milieu    | Josef Masopust     | 9 février 1931           | 18     | Dukla Prague           |
| 6   | Défenseur | Svatopluk Pluskal  | 28 octobre 1930          | 19     | Dukla Prague           |
| 7   | Attaquant | Kazimír Gajdoš     | 28 mars 1934             | 4      | CH Bratislava          |
| 8   | Attaquant | Milan Dvořák       | 19 novembre 1934         | 6      | Dukla Prague           |
| 9   | Attaquant | Pavol Molnár       | 13 février 1936          | 7      | CH Bratislava          |
| 10  | Attaquant | Jaroslav Borovička | 26 janvier 1931          | 15     | Dukla Prague           |
| 11  | Attaquant | Tadeáš Kraus       | 22 octobre 1932          | 21     | Spartak Praha Sokolovo |
| 12  | Attaquant | Zdeněk Zikán       | 10 novembre 1937         | 1      | Dukla Pardubice        |
| 13  | Attaquant | Václav Hovorka     | 19 septembre 1931        | 1      | Dynamo Praha           |
| 14  | Attaquant | Jiří Feureisl      | 3 octobre 1931           | 8      | Slavia Karlovy Vary    |
| 15  | Attaquant | Jan Hertl          | 23 janvier 1929          | 22     | Spartak Praha Sokolovo |
| 16  | Défenseur | Ján Popluhár       | 12 septembre 1935        | 0      | ŠK Slovan Bratislava   |
| 17  | Défenseur | Titus Buberník     | 12 octobre 1933          | 0      | CH Bratislava          |
| 18  | Milieu    | Adolf Scherer      | 5 mai 1938               | 0      | CH Bratislava          |
| 19  | Gardien   | Břetislav Dolejší  | 26 septembre 1928        | 13     | Dynamo Praha           |
| 20  | Milieu    | Anton Moravčík     | 3 juin 1931              | 19     | ŠK Slovan Bratislava   |
| 21  | Défenseur | František Šafránek | 2 janvier 1931           | 13     | Dukla Prague           |
| 22  | Gardien   | Viliam Schrojf     | 2 août 1931              | 7      | ŠK Slovan Bratislava   |